# Jamaica (Band)
Jamaica ist eine aus Paris, Frankreich stammende Band, bestehend aus Antoine Hilaire, Florent Lyonnet und David Aknin.

## Geschichte
Früher war die Band bekannt unter dem Namen Poney Poney, doch als einige der Mitglieder ausstiegen, gründeten die verbliebenen Mitglieder Antoine Hilaire und Florent Lyonnet zusammen mit dem Schlagzeuger David Aknin ein neues Projekt unter dem Namen Jamaica.

## Diskografie

### Alben
- 2010: No Problem
- 2014: Ventura

### Singles
- 2010: Jericho
- 2010: I Think I Like U 2
- 2010: Short and Entertaining
- 2010: Cross the Fader